# سه‌باله کالدونیای جدید
سه‌باله کالدونیای جدید (نام علمی: Helcogramma novaecaledoniae) نام یک گونه از خانواده بلنی سه‌باله است.